# HMS Erin (1913)
La HMS Erin è stata una nave da battaglia monocalibro della Royal Navy britannica, originariamente ordinata dal governo Ottomano alla Vickers. L'intenzione era di dotare la marina ottomana di un'unità di potenza paragonabile a quelle delle altre marine militari europee al momento in servizio o in costruzione. Il nome assegnato alla nave era Reşadiye. Il progetto della nave era basato su quello della classe King George V, con alcune caratteristiche provenienti dalla Iron Duke. Allo scoppio della prima guerra mondiale nel 1914, su ordine di Winston Churchill, Primo lord dell'ammiragliato, venne incorporata nella Royal Navy.

## Progetto
Il progetto della Erin era basato su quello della classe King George V, con alcune modifiche. Le navi da battaglia britanniche erano costruite in modo da poter entrare nei cantieri e bacini di carenaggio esistenti, il che imponeva rigidi limiti alla lunghezza e alla larghezza delle navi. La Erin venne invece progettata con una larghezza maggiore che comportò maggiore stabilità, permettendo l'installazione di più potenti armamenti secondari e l'elevazione della torretta Q di un ponte. Era dotata di un solo albero situato davanti al primo fumaiolo, i cui sostegni si estendevano verso la prua piuttosto che nella più usuale configurazione verso poppa per favorire la movimentazione delle barche e scialuppe di bordo in assenza di un secondo albero. La sala navigazione, di conseguenza, si trovava in una struttura separata dalla torre di comando situata alla base dell'albero.
I due fumaioli si trovavano in posizione più ravvicinata rispetto alle altre navi di costruzione britannica e gli armamenti secondari, situati tra le torrebbe B e X, rendevano la nave riconoscibile.

### Armamento
L'armamento principale era formato da dieci cannoni da 343 mm Mark VI in cinque torrette binate situate tutte sulla linea di mezzeria della nave. La torretta A era situata sul castello di prua, con un arco di fuoco di circa 300 gradi. La torretta B si trovava un ponte più in alto con una simile raggio di fuoco. La torretta Q si trovava tra il secondo fumaiolo e le sovrastrutture di poppa, a livello del ponte principale. Il raggio di fuoco di questa torretta era di circa 300 gradi alla massima elevazione, mentre ad elevazioni più basse le sovrastrutture della nave limitavano il raggio utile a 120 gradi sui lati. La torretta Y si trovava sul cassero, un livello più in basso. Il raggio di fuoco verso poppa era di circa 300 gradi. La torretta X si trovava in posizione simile un livello più in alto. Ogni torretta era dotata di 80 colpi per cannone.
L'armamento secondario era decisamente più potente di quello delle contemporanee unità della Royal Navy, essendo composto da 16 cannoni da 152 mm Mark XVI disposti otto per lato sul ponte principale tra le torrette B e X. In condizioni normali si trovavano ad un'altezza di 6 metri dal livello de mare. I tre pezzi anteriori avevano un raggio di fuoco utile che andava dalla prua a circa 40 gradi a poppa della loro posizione sulla fiancata. I due pezzi di mezzo potevano aprire il fuoco da 65 gradi a prua a 65 gradi a poppa della loro posizione. Gli ultimi due cannoni potevano essere brandeggiati da 40 gradi a prua della loro posizione fino alla poppa dell'unità. In condizioni di mare mosso tre pezzi verso prua si trovavano particolarmente esposti alle ondate. Ogni cannone era dotato di 150 colpi.

## Servizio
La Erin venne ordinata dall'impero Ottomano inizialmente con il nome di Reshad, poi cambiato in Reshadieh durante la costruzione. Venne impostata nei cantieri Vickers il 6 dicembre 1911, varata il 3 settembre 1913 e completata nell'agosto 1914. La Royal Navy acquisì l'unità il 22 agosto e la rinominò Erin. La presa di possesso della Erin e della Sultan Osman, poi rinominata Agincourt è stata indicata da alcuni studiosi come una fra le cause che spinse l'impero ottomano in guerra al fianco degli imperi centrali, ma questa interpretazione è controversa in quanto la data della prima alleanza segreta tra ottomani e tedeschi risale al 2 agosto. Un tentativo britannico di compensare gli ottomani per la perdita delle due navi da battaglia venne ignorato.
Il 5 settembre successivo venne aggregata alla Grand Fleet con base a Scapa Flow. Venne brevemente assegnata al Quarto Squadrone da battaglia, passando al Secondo nel mese di ottobre. Il 31 maggio 1916 partecipò alla battaglia dello Jutland. Durante lo scontro il Secondo squadrone si trovava in testa alla linea di battaglia, la prima divisione era composta dalla King George V, con a bordo il Vice Ammiraglio Martyn Jerram, seguita dalla Ajax, dalla Centurion e dalla Erin stessa, in quarta posizione.
Rimase assegnata alla Grand Fleet per il resto del conflitto, senza partecipare ad ulteriori scontri. Nell'ottobre 1919 venne trasferita nella Flotta di Riserva sul Nore. Dal dicembre dello stesso anno venne utilizzata nel cantiere di Chatham come nave addestramento per i marinai addetti alle torrette. Tra il luglio e l'agosto 1920 venne sottoposta a lavori di modifica nella base di Devonport. In base ai termini del Trattato navale di Washington del 1921 ne era stata decisa la conversione in nave addestramento, ma un seguente cambio di piano assegnò quel ruolo alla Thunderer. Nel maggio 1922 la Erin venne quindi messa in vendita per essere demolita, passando il 19 dicembre dello stesso anno alla Cox and Danks per la demolizione che ebbe luogo l'anno successivo a Queenborough.